# Jenny Guldahl
Jenny Guldahl (Trondheim, 14 september 1871 – onbekend) was een Noors zangeres. Haar stembereik was alt.
Jenny Elise Guldal werd geboren binnen het gezin van handelaar Paul Guldahl (1838-1911) en Karen Moe (1834-1903). Ze was de zuster van architect Alex Guldahl en pianiste Lucy Guldahl.
Ze kreeg haar muzikale opleiding in Oslo, Berlijn, waar ze ook af en toe woonde, en Parijs. Haar debuut vond plaats in 1902, in datzelfde jaar kreeg ze nog een studiebeurs. Ze zong in binnen- en buitenland. Ze begon les te geven in 1912. Alfhild Sundene Bjurbeck was een leerling van haar.
Enkele concerten
- 4 december 1901: optreden met het Caeciliaforeningenkoor in de concertzaal van Brødrene Hals, pianobegeleiding door Johan Backer Lunde; koor gedirigeerd door Thorvald Lammers
- 22 september 1902: gezamenlijk optreden met zuster Lucy
- 25 juni 1906: optreden in Trondheim op een avond voor de koning; ze werd begeleid door het strijkorkest uit het Nationaltheatretorkest onder leiding van Johan Halvorsen
- 27 oktober 1909: zong onder begeleiding van Alvilde Rasmussen in Fredrikstad
- 6 januari 1914: concert in Trondheim, begeleid door Hildur Jenssen
- vanaf 9 maart 1918 vier avonden: Johannes-Passion van Johann Sebastian Bach met Kaja Eidé, Poul Schmedes (Deen), Emil Nielsen en Johannes Dueland; algehele leiding Karl Nissen met het orkest van het Nationaltheatret; achter het kerkorgel Eyvind Alnæs, plaats de Vor Frelsers Kirke